# 삼발이

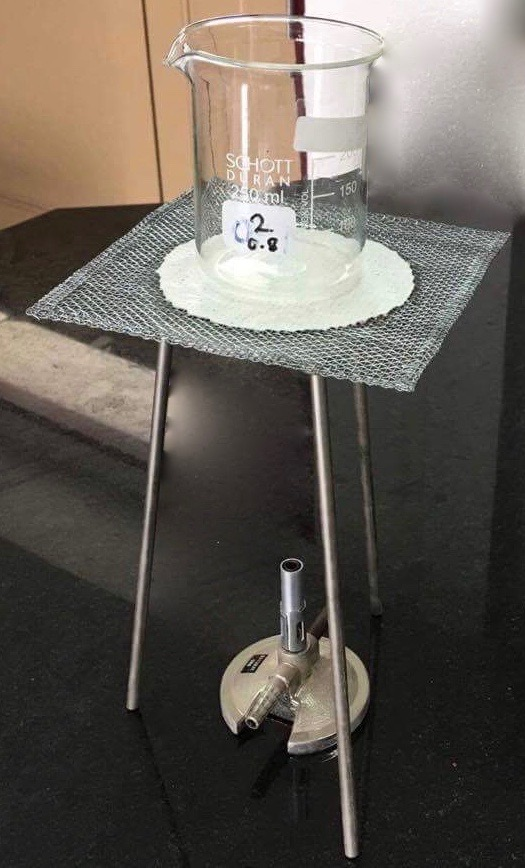

삼발이(tripod)는 실험실에서 플라스크나 비커를 올려두기 위한 삼각대다. 스테인리스강이나 알루미늄으로 만든다. 대개 삼발이 위에 석면망을 올리고 그 위에 유리 용기를 올린 뒤 삼발이 밑에 분젠버너나 알코올 램프를 놓고 불을 피워 사용한다.

## 같이 보기
- 분젠 버너
- 삼각대